# Липово (Калининградская область)
Липово (до 1938 — Куллигкемен (нем. Kulligkehmen), до 1946 — Олдорф (нем. Ohldorf)) — посёлок в Гусевском городском округе Калининградской области, в составе Гусевского городского поселения. Примыкает с востока к городу Гусев на берегах реки Красная.

## Население
| 1910 | 1933 | 1939  | 2002 | 2010 |
| ---- | ---- | ----- | ---- | ---- |
| 835  | ↗954 | ↗1182 | ↘521 | ↗556 |

## История
Впервые населенный пункт Куллигкемен упоминается в 1539 году, в 1542 году в поселении насчитывалось 36 хозяйств. В 1938 году Куллигкемен был переименован в Олдорф. Население Олдорфа в 1939 году составило 1181 человек. В 1946 году Олдорф был переименован в посёлок Липово.